# Сборная Израиля по футболу (до 17 лет)
Сборная Израиля по футболу до 17 лет (ивр. נבחרת ישראל בכדורגל עד גיל 17‎) — национальная футбольная команда, представляющая Израиль в международных юношеских турнирах и товарищеских матчах. За неё имеют право выступать игроки возрастом 17 лет и младше. Контролируется Израильской футбольной ассоциацией.

## Статистика выступлений
Израильская футбольная ассоциация стала членом УЕФА в 1994 году, но сборная Израиля до 16 лет принимала участие в юношеских турнирах европейских сборных задолго до этого. Первым официальным турниром юношеской футбольной сборной Израиля стал чемпионат Европы 1987 года.
Сборная 9 раз квалифицировалась на чемпионат Европы до 16 / до 17 лет. Наивысшим достижением сборной является третье место на чемпионате Европы 1996 года. На чемпионатах мира (до 16 / до 17 лет) сборная не выступала.

### Чемпионат Европы

#### До 16 лет
| Год   | Раунд                | И  | В  | Н | П  | МЗ | МП | РМ  |
| ----- | -------------------- | -- | -- | - | -- | -- | -- | --- |
| 1987  | Групповой этап       | 3  | 0  | 2 | 1  | 1  | 2  | -1  |
| 1988  | Не участвовала       | –  | –  | – | –  | –  | –  | –   |
| 1989  | Не квалифицировалась | –  | –  | – | –  | –  | –  | –   |
| 1990  | Не участвовала       | –  | –  | – | –  | –  | –  | –   |
| 1991  | Не квалифицировалась | –  | –  | – | –  | –  | –  | –   |
| 1992  | Групповой этап       | 3  | 1  | 1 | 1  | 3  | 3  | 0   |
| 1993  | Не квалифицировалась | –  | –  | – | –  | –  | –  | –   |
| 1994  | Не квалифицировалась | –  | –  | – | –  | –  | –  | –   |
| 1995  | Не квалифицировалась | –  | –  | – | –  | –  | –  | –   |
| 1996  | 3-е место            | 6  | 4  | 0 | 2  | 10 | 9  | +1  |
| 1997  | Групповой этап       | 3  | 0  | 0 | 3  | 3  | 8  | –5  |
| 1998  | Четвертьфинал        | 4  | 1  | 2 | 1  | 5  | 6  | –1  |
| 1999  | Четвертьфинал        | 4  | 2  | 0 | 2  | 8  | 10 | –2  |
| 2000  | Групповой этап       | 3  | 0  | 1 | 2  | 3  | 7  | –4  |
| 2001  | Не квалифицировалась | –  | –  | – | –  | –  | –  | –   |
| Итого | 7/15                 | 33 | 15 | 6 | 12 | 36 | 46 | –10 |

#### До 17 лет
| Год   | Раунд                    | И | В | Н | П | МЗ | МП | РМ  |
| ----- | ------------------------ | - | - | - | - | -- | -- | --- |
| 2002  | Не квалифицировалась     | – | – | – | – | –  | –  | –   |
| 2003  | Групповой этап           | 3 | 0 | 0 | 3 | 1  | 9  | –8  |
| 2004  | Не квалифицировалась     | – | – | – | – | –  | –  | –   |
| 2005  | Групповой этап           | 3 | 0 | 0 | 3 | 3  | 9  | –6  |
| 2006  | Не квалифицировалась     | – | – | – | – | –  | –  | –   |
| 2007  | Не квалифицировалась     | – | – | – | – | –  | –  | –   |
| 2008  | Не квалифицировалась     | – | – | – | – | –  | –  | –   |
| 2009  | Не квалифицировалась     | – | – | – | – | –  | –  | –   |
| 2010  | Не квалифицировалась     | – | – | – | – | –  | –  | –   |
| 2011  | Не квалифицировалась     | – | – | – | – | –  | –  | –   |
| 2012  | Не квалифицировалась     | – | – | – | – | –  | –  | –   |
| 2013  | Не квалифицировалась     | – | – | – | – | –  | –  | –   |
| 2014  | Не квалифицировалась     | – | – | – | – | –  | –  | –   |
| 2015  | Не квалифицировалась     | – | – | – | – | –  | –  | –   |
| 2016  | Не квалифицировалась     | – | – | – | – | –  | –  | –   |
| 2017  | Не квалифицировалась     | – | – | – | – | –  | –  | –   |
| 2018  | Групповой этап           | 3 | 0 | 0 | 3 | 1  | 7  | –6  |
| 2019  | Не квалифицировалась     | – | – | – | – | –  | –  | –   |
| 2020  | Турнир отменён           | – | – | – | – | –  | –  | –   |
| 2021  | Будет определено позднее | – | – | – | – | –  | –  | –   |
| Итого | 3/20                     | 9 | 0 | 0 | 9 | 5  | 25 | –20 |